# Turn It On Again: The Hits
Turn It On Again: The Hits è una compilation del gruppo musicale britannico Genesis, pubblicato il 26 ottobre 1999 dalla Virgin Records.
È la prima raccolta del gruppo che contiene i loro maggiori successi dagli anni settanta agli anni novanta più una nuova versione del singolo The Carpet Crawlers chiamata The Carpet Crawlers 1999 (che fu registrata dai membri che hanno abbandonato la band, ovvero Gabriel, Hackett e Collins); fu pubblicata in 2 versioni: nel 1999 in versione singolo CD e nel 2007, per promuovere il Turn It On Again: The Tour, in versione di 2 CD e 2 DVD chiamata però Turn It On Again: The Hits - Tour Edition.
Quest'ultima include la maggior parte dei loro successi in 2 CD audio con l'aggiunta di 2 DVD: The Video Show e When in Rome 2007.
L'album arriva in prima posizione in Germania e Norvegia, in quarta nella Official Albums Chart, in sesta in Austria, in nona nei Paesi Bassi ed in decima in Svizzera.

## Tracce

### Edizione 1999
Testi e musiche di Tony Banks, Mike Rutherford e Phil Collins, eccetto dove indicato.
1. Turn It On Again – 3:50
2. Invisible Touch – 3:27
3. Mama (Radio edit) – 5:19
4. Land of Confusion – 4:45
5. I Can’t Dance – 4:00
6. Follow You Follow Me – 3:59
7. Hold on My Heart – 4:38
8. Abacab (Single version) – 4:10
9. I Know What I Like (In Your Wardrobe) – 4:05 (Tony Banks, Phil Collins, Peter Gabriel, Steve Hackett, Mike Rutherford)
10. No Son of Mine (Edit) – 5:44
11. Tonight, Tonight, Tonight (New edit of single version) – 4:28
12. In Too Deep – 4:57
13. Congo (Single version) – 4:03 (Tony Banks, Mike Rutherford)
14. Jesus He Knows Me (Single mix) – 4:16
15. That's All – 4:25
16. Misunderstanding – 3:15 (Phil Collins)
17. Throwing It All Away – 3:49
18. The Carpet Crawlers 1999 – 5:39 (Tony Banks, Phil Collins, Peter Gabriel, Steve Hackett, Mike Rutherford) – riedizione del singolo originale del 1974

### Edizione 2007
Disco 1
Testi e musiche di Tony Banks, Mike Rutherford e Phil Collins, eccetto dove indicato.
1. Turn It on Again – 3:49
2. No Son of Mine (Single, edited version) – 5:46
3. I Can't Dance – 4:00
4. Hold On My Heart – 4:38
5. Jesus He Knows Me – 4:16
6. Tell Me Why – 4:59
7. Invisible Touch – 3:28
8. Land of Confusion – 4:46
9. Tonight, Tonight, Tonight (Single, edited version) – 4:28
10. In Too Deep – 4:58
11. Throwing It All Away – 3:50
12. Mama (Single, edited version) – 5:18
13. That's All – 4:24
14. Illegal Alien – 5:16
15. Abacab (Single, edited version) – 4:10
16. No Reply At All – 4:33
17. The Carpet Crawlers 1999 – 5:40 (Tony Banks, Phil Collins, Peter Gabriel, Steve Hackett, Mike Rutherford)

Disco 2
1. Paperlate – 3:25
2. Keep It Dark – 4:32
3. Man on the Corner – 4:27 (Phil Collins)
4. Duchess (Single, edited version) – 4:20
5. Misunderstanding – 3:11 (Phil Collins)
6. Follow You, Follow Me – 3:59
7. Many Too Many – 3:31 (Tony Banks)
8. Your Own Special Way – 6:18 (Mike Rutherford)
9. Afterglow – 4:11 (Tony Banks)
10. Pigeons – 3:15
11. Inside and Out – 6:48 (Tony Banks, Phil Collins, Steve Hackett, Mike Rutherford)
12. A Trick of the Tail – 4:34 (Tony Banks)
13. Counting Out Time – 3:40 (Tony Banks, Phil Collins, Peter Gabriel, Steve Hackett, Mike Rutherford)
14. I Know What I Like (In Your Wardrobe) – 4:08 (Tony Banks, Phil Collins, Peter Gabriel, Steve Hackett, Mike Rutherford)
15. Happy the Man – 3:08 (Tony Banks, Phil Collins, Peter Gabriel, Steve Hackett, Mike Rutherford)
16. The Knife (Part 1) (Single, edited version) – 3:17 (Tony Banks, Peter Gabriel, Anthony Phillips, Mike Rutherford)
17. Congo (Single, edited version) – 4:04 (Tony Banks, Mike Rutherford)

DVD 1 (The Video Show)
DVD 2 (When in Rome 2007)

## Classifiche

### Classifiche settimanali
| Classifica (1999) | Posizione massima |
| ----------------- | ----------------- |
| Austria           | 6                 |
| Belgio (Fiandre)  | 24                |
| Belgio (Vallonia) | 26                |
| Canada            | 17                |
| Germania          | 1                 |
| Norvegia          | 1                 |
| Nuova Zelanda     | 15                |
| Paesi Bassi       | 9                 |
| Regno Unito       | 4                 |
| Stati Uniti       | 65                |
| Svezia            | 15                |
| Svizzera          | 20                |

### Classifiche di fine anno
| Classifica (1999) | Posizione |
| ----------------- | --------- |
| Germania          | 54        |
| Regno Unito       | 40        |
| Classifica (2007) | Posizione |
| Germania          | 97        |